# Inceste émotionnel
L'inceste émotionnel (ou inceste déguisé, inceste psychologique) est une relation familiale dans laquelle un parent cherche du soutien moral et affectif de la part de son enfant, plutôt que celui procuré par un autre adulte. Un des effets généré par l'inceste émotionnel, lorsque l'enfant devient adulte, est d'envisager une relation avec le parent, allant jusqu'à l'inceste, bien que dans une moindre mesure. Ce terme décrit les interactions de l'ordre de l'abus sexuel entre un parent et son enfant.

## Concept
Le concept d'inceste émotionnel (de l'anglais Covert incest) a été défini dans les années 1980 aux États-Unis comme étant une relation présentant de l'abus psychologique entre un parent (ou affilié) et son enfant, n'incluant ni inceste ni rapport sexuel, mais impliquant les mêmes dynamiques que celles qu'entretiennent des partenaires sexuels,,. L'inceste émotionnel se produit quand un parent est incapable ou refuse de maintenir une relation avec un autre adulte, et focalise sur son enfant le rapport émotionnel dont ferait preuve un conjoint. Les besoins de l'enfant sont alors ignorés pour laisser place aux besoins du parent,, qui peut ne pas être conscient des problèmes découlant de ses actions.
Les différends et problèmes entre les parents facilitent souvent l'inceste émotionnel. Lorsque deux parents s'éloignent l'un de l'autre physiquement et émotionnellement, un parent peut compenser ce manque sur leur enfant.
Les effets visibles engrangés par l'inceste émotionnel sont de l'ordre de l'imitation de ceux de l'inceste, bien que dans une moindre mesure. Kenneth Adams, qui a défini pour la première fois le concept d'inceste émotionnel, décrit les victimes comme ayant un sentiment de colère, ou à l'inverse de culpabilité envers leurs parents, et des problèmes d'estime personnelle, de toxicomanie, d'intimité sexuelle et affective.
L'inceste émotionnel en provenance des parents est dévastateur pour ce qui est de la capacité de l'enfant à être en mesure de fixer des limites, et dans son attention à satisfaire ses propres besoins, une fois devenu adulte. Ce type de violence psychologique, lorsqu'elle est infligée par le parent du sexe opposé, peut avoir un effet dévastateur sur la relation adulte-enfant, et pour la sexualité de l'enfant, et à réussir à entretenir des relations intimes à l'âge adulte.

## Facteurs
L'inceste émotionnel est plus répandu dans les familles touchées par la toxicomanie, la violence domestique, et la maladie mentale. Un parent qui pratique l'inceste émotionnel peut avoir peur, ou se sentir incapable, de répondre à ses besoins par le biais d'une relation avec un autre adulte, et compense ce manque avec son enfant. L'alcoolisme et les autres dépendances de l'ordre de la toxicomanie sont également associés aux facteurs qui contribuent à l'inceste émotionnel,.

## Critiques
Les critiques de la notion d'inceste émotionnel affirment que ce concept dessert considérablement la définition de l'inceste, et ferait croire que la pratique de l'inceste serait plus répandue qu'elle ne l'est réellement,,.